# Santa Maria in Monserrato degli Spagnoli
Santa Maria in Monserrato degli Spagnoli är en kyrkobyggnad i Rom, helgad åt Jungfru Maria. Kyrkan är belägen vid Via di Monserrato i Rione Regola och tillhör församlingen San Lorenzo in Damaso. Santa Maria in Monserrato är Spaniens nationskyrka i Rom.

## Historia
På denna plats uppfördes på 1300-talet ett härbärge med tillhörande kapell – San Nicola a Corte Savella. Den katalanska kommuniteten samlades i detta kapell. År 1506 grundades i kapellet ett brödraskap med karitativa uppgifter. Detta brödraskap ställdes under beskydd av Vår Fru av Montserrat. År 1518 inleddes bygget av en ny kyrka, initialt under ledning av Antonio da Sangallo den yngre. I och med uppförandet av denna nya kyrka revs större delen av kapellet San Nicola a Corte Savella.
Det tog lång tid att fullborda den nya kyrkan. Sangallo avled 1546 och byggnadsarbetena avstannade på grund av brist på medel. Omkring år 1577 återupptogs kyrkbygget av Bernardino Valperga, efter Sangallos ritningar. I mitten av 1580-talet ritades fasadens nedre våning av Francesco da Volterra. Högaltaret konsekrerades 1594, men långhustaket fullbordades inte förrän fyra år senare, 1598. Absiden stod helt klar 1675 och ett nytt högaltare konsekrerades. Mellan 1820 och 1822 företogs en genomgripande restaurering och ombyggnad av kyrkan.
En tillbyggnad av kyrkan företogs vid Via della Barchetta mellan 1909 och 1912, varvid resterna av kyrkan Sant'Andrea de Azanesi samt återstoden av San Nicola a Corte Savella demolerades. Kyrkobyggnaden genomgick ytterligare restaureringar och renoveringar åren 1926–1929. I samband med dessa fullbordades fasadens övre våning.
Ovanför kyrkans ingångsportal finns en skulpturgrupp som framställer Jungfru Maria och Jesusbarnet, som håller i en lövsåg, med vilken han sågar i klippan. Montserrat betyder ungefär "itusågat berg".

## Interiör

### Högaltaret
Högaltarmålningen är Girolamo Siciolante da Sermonetas Korsfästelsen, utförd 1564–1565.

### Höger sida
Cappella di San Diego di Alcalá
Första sidokapellet på höger hand är invigt åt den helige Diego av Alcalá. Altarmålningen är utförd av Annibale Carracci under 1600-talets första decennium. I detta kapell är de spanska påvarna Calixtus III och Alexander VI begravda.
Cappella della Santissima Annunziata
Andra sidokapellet är invigt åt Jungfru Marie bebådelse. Francesco Nappi har målat Jungfru Marie födelse, Jungfru Marie bebådelse och Jungfru Marie himmelsfärd.
Cappella della Madonna del Pilar
Tredje sidokapellet är invigt åt Vår Fru av Pelaren, en mariansk devotion med ursprung i Zaragoza. Enligt traditionen uppenbarade sig Jungfru Maria för aposteln Jakob, när denne bad vid floden Ebro. Han var nedstämd, eftersom han inte hade förmått omvända så många människor. Jungfru Maria visade sig då på toppen av en pelare och försäkrade honom, att folket med tiden skulle låta omvända sig till tron på Jesus Kristus. Altarmålningen är ett verk av Francisco Preciado och framställer Vår Fru av Pelaren med de heliga Jakob och Vincentius Ferrer.

### Vänster sida
Cappella di Sant'Anna
Första sidokapellet på vänster hand är invigt åt den heliga Anna, Marias moder; kapellet var tidigare invigt åt den heliga Eulalia av Barcelona. Altaret pryds av Tommaso Boscolis skulpturgrupp med Anna, Jungfru Maria och Jesusbarnet, utförd 1544.
Cappella della Madonna di Monserrato
Andra sidokapellet är invigt åt Vår Fru av Montserrat. Altaret har en modern kopia av originalskulpturen som finns i klostret Santa Maria de Montserrat på berget Montserrat i Katalonien i nordöstra Spanien.
Cappella di San Giacomo
Detta sidokapell är invigt åt aposteln Jakob. Skulpturen föreställande aposteln, vilken härstammar från kyrkan San Giacomo degli Spagnoli vid Piazza Navona, är ett av Jacopo Sansovinos ungdomsverk.
I collegets refektorium återfinns Giovanni Lorenzo Berninis psykologiskt inträngande byst av Monsignor Pedro de Foix Montoya. Bysten utfördes åren 1621–1622 och väckte stort uppseende på sin tid.

## Titelkyrka
Santa Maria in Monserrato stiftades som titelkyrka av påve Johannes Paulus II år 2003.
Kardinalpräster
- Carlos Amigo Vallejo (2003–2022)

## Bilder
| - Santa Maria in Monserrato (här benämnd Ecle. Montserat) på Antonio Tempestas vy över Rom från år 1593. S. Ioanni euan. avser San Giovanni in Ayno, Colle. Anglo. Collegium Anglicum och S. Caterinæ Sene. Santa Caterina da Siena. Curiæ Sabel. åsyftar fängelset Corte Savella. - Santa Maria in Monserrato (här benämnd S. Maria di Monserrato) på Christian Hülsens karta över det medeltida Rom från år 1927. - Fasadens skulpturgrupp med Jungfru Maria och Jesusbarnet. - Den helige Diego av Alcalà, utförd av Annibale Carracci. - Gravmonument över påvarna Calixtus III och Alexander VI. - Aposteln Jakob, utförd av Jacopo Sansovino. - Monsignor Pedro de Foix Montoyas byst, utförd av Giovanni Lorenzo Bernini. - Santa Maria in Monserrato. Akvarell utförd av Achille Pinelli år 1834. Notera fasadens ofullbordade övervåning. |